# Léandre le Gay
Léandre François René le Gay (1833, Cuillé - 1887, Jaffa) est un diplomate français, vice-consul à Sofia pendant l'insurrection bulgare d'avril 1876 et la guerre russo-turque de 1877-1878.
Il est probablement le Français le plus célèbre et le plus apprécié des Bulgares, puisqu'il a contribué à éviter à la ville de Sofia d'être incendiée dans les premiers jours de 1878.
Après la libération de la Bulgarie, il devient l'un des premiers citoyens honoraires de Sofia. Aujourd'hui est nommée en son nom la rue « Lege » qui abrite la rotonde Saint-Georges, la plus ancienne église préservée de Sofia depuis le début du IVe siècle et à proximité de laquelle résidaient les empereurs Galerius et Constantin le Grand.